# Boncafalva
Boncafalva (románul: Bonțești) falu Romániában, a Partiumban, Arad megyében.

## Fekvése
Gurahonctól 3 km-re nyugatra fekvő település.

## Története
Boncafalva a középkorban Zaránd vármegyéhez tartozott.
A falut 1441-ben, majd 1445-ben említette először oklevél Bonchafalva néven. 1525-ben Bonczafalwa, 1808-ban Bonczesd, 1913-ban Boncafalva néven írták.
A falu egykori birtokosai: Bosnyák Antal, 1822-ben Gyulayé, 1890-ben pedig Boros Bénié.
Lakói egykor magyarok voltak, de még Báthory András idején elrománosodott, egyes családnevei máig magyar eredetűek, például: Szorítsa, Háts, Rég.
Lakossága földmíveléssel és gyümölcstermeléssel, valamint  abroncskészítéssel és vesszőfonással foglalkozott. Valamikor nagy kiterjedésű erdeje volt.
1910-ben 947 lakosából 768 román, 179 magyar volt. Ebből 772 ortodox, 145 római katolikus, 16 református volt.
A trianoni békeszerződés előtt Arad vármegye Borossebesi járásához tartozott.
A 2002-es népszámláláskor 673 lakosa közül mindenki román volt.